# Bầu cử trực tiếp
Bầu cử trực tiếp là một hình thức bầu cử trong đó cử tri bỏ phiếu trực tiếp để xác định người thắng cử trong số các ứng viên.
Hình thức bầu cử này được dùng phổ biến ở những hệ thống bầu cử đa nguyên và hệ thống bầu cử hai vòng để chọn một người có số phiếu bầu cao nhất, như ở các kỳ bầu cử tổng thống hay các kỳ bầu cử để chọn nhiều ứng viên theo cách đại diện tỉ lệ để thành lập cơ quan lập pháp (quốc hội hay nghị viện)
Nghị viện châu Âu và Thượng viện Hoa Kỳ (từ năm 1917) là ví dụ điển hình cho hình thức bầu cử này.